# Hammarbyhöjden (Stockholms tunnelbana)
Hammarbyhöjden ist eine oberirdische Station der Stockholmer U-Bahn. Sie befindet sich im gleichnamigen Stadtteil Hammarbyhöjden. Die Station wird von der Gröna linjen des Stockholmer U-Bahn-Systems bedient. Die Station gehört zu den eher mäßig frequentierten Stationen des U-Bahn-Netzes. An einem normalen Werktag steigen hier 4.300 Pendler zu.
Die Station wurde am 17. April 1958 in Betrieb genommen, als der Abschnitt der Gröne linjen zwischen Skärmarbrink–Hammarbyhöjden eingeweiht wurde. Bis zum 19. November 1958 war sie auch Endstation der Linie T17. Danach fuhren die Züge über den neuerbauten Abschnitt bis zur Station Bagarmossen. Die Station liegt zwischen den Stationen Björkhagen und Skärmarbrink. Bis zum Stockholmer Hauptbahnhof sind es etwa fünf Kilometer.

## Reisezeit
| Linie | bis Station | Reisezeit | bis Station                    | Reisezeit          |
| T17   | Åkeshov     | 33 min    | Gamla stan Slussen T-Centralen | 8 min 9 min 13 min |
| T17   | Skarpnäck   | 8 min     | Gamla stan Slussen T-Centralen | 8 min 9 min 13 min |